# Gesamtkatalog der Wiegendrucke

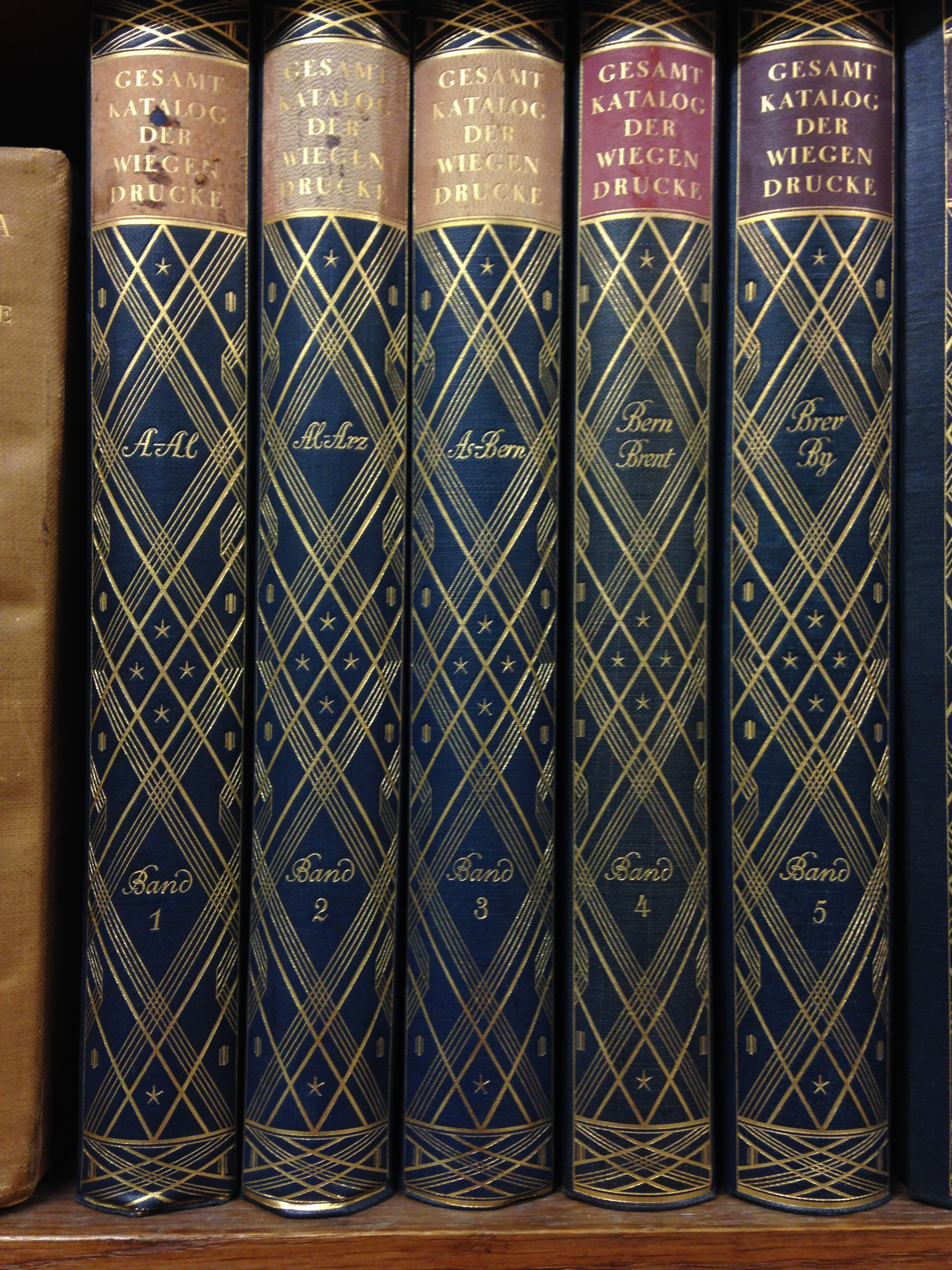
I primi cinque volumi del Gesamtkatalog

Il Gesamtkatalog der Wiegendrucke (abbreviato GW, lett. "catalogo completo degli incunaboli") è un progetto della Biblioteca di Stato di Berlino dedicato alla catalogazione bibliografica degli incunaboli.

## Storia
Il primo volume del catalogo fu pubblicato nel 1925 a Lipsia dall'editore Anton Hiersemann, mentre l'ultimo volume noto fu completato nel 2009. La collezione conteneva le voci compresa fra il lemma dell'Abbazia di Santo Spirito e la voce finale Horem.

Si tratta di un progetto che ancora al 2019 era incompiuto, del quale sono noti un'edizione a stampa incompleta e un sito online rilasciato in una versione non definitiva.
Dal 1904 agli anni precedenti la Grande Guerra fu concluso il primo censimento completo degli incunaboli tedeschi. Ciononostante, il primo volume fu dato alle stampe nel 1925, seguito da altri sei volumi fino al 1940. Lo scoppio della seconda guerra mondiale costrinse a interrompere di nuovo il progetto, che fu ripreso negli anni '50 con una prima ristampa dei primi sette volumi, seguiti dagli altri sei. Parallelamente, veniva creato il database informatico.

## Struttura delle voci
Il Gesamtkatalog der Wiegendrucke ha l'ambizioso obiettivo di censire tutti gli incunaboli esistenti al mondo e le copie aventi una posizione verificate.
Il catalogo è classificato in ordine alfabetico per autore e, per quanto riguarda gli scritti anonimi, per titolo. Questa scelta organizzativa ha permesso di evidenziare l'importanza delle opere nella storia della letteratura.  Ogni voce nel catalogo è composta dai seguenti dati:
1. un record bibliografico indicante autore, titolo, editore, traduttore, commentatore, editore, stampatore, luogo di stampa e formato;
2. la collazione delle edizioni: taglio (del testo stampato o del foglio manoscritto), numero di quaderni rilegati, classificazione, numerazione delle pagine, presenza di parole nell'ultima riga a fine pagina per indicare l'inizio del foglio seguente, modulo dei fogli e loro disposizione;
3. descrizione del testo: citazione dell'incipit e dell'explicit;
4. indicazione delle fonti e delle copie esistenti.

Il GW è un riferimento internazionale che si caratterizza per la precisione e il livello di dettaglio delle informazioni dai record bibliografici, che completano gli altri cataloghi esistenti.